# Marjorie Estiano
Marjorie Estiano (Curitiba, 8 marzo 1982) è un'attrice e cantante brasiliana.

## Carriera
Nel suo paese di origine, Marjorie Estiano ha interpretato Natasha Ferreira nella soap opera Malhação dal 2004. Poi è stata protagonista nella telenovela Duas caras (2007), mandata in onda da Rede Globo con la regia di Aguinaldo Silva, nella quale ha interpretato il personaggio di Maria Paula. È stata poi scritturata per il ruolo di protagonista nella telenovela Lado a lado (2012). 
Un altro suo ruolo, con la figura di Manuela, nel triangolo amoroso della telenovela A vida da gente, trasmessa nel 2011 sempre da Rede Globo. Marjorie Estiano, inoltre, ha interpretato il ruolo di uno tra i protagonisti, Bibiana, in coppia con Thiago Lacerda, nella pellicola O Tempo e o Vento, ultimata sempre nel 2013. 
Marjorie è protagonista del film Beatriz del 2015, Garoto del 2015 e Entre Irmãs del 2017.

## Filmografia

### Cinema
- Malu de Bicicleta (2011)
- O Tempo e o Vento (2013)
- Beatriz (2015)
- Apneia (2015)
- Garoto (2015)
- Sob Pressão (2017)
- As Boas Maneiras (2017)
- Entre Irmãs (2017)
- Paraíso Perdido (2018)
- Todo Clichê de Amor (2018)
- Io sono ancora qui (Ainda estou aqui), regia di Walter Salles (2024)

### Televisione
- Malhação, stagioni 10-12 (2003-2006)
- A Turma do Didi, 2 episodi (2005-2007)
- Pagine di vita (Páginas da Vida) (2006)
- Sob Nova Direção, stagione 4, episodio 11 (2007)
- Duas caras (2007)
- Caminho das Índias (2009)
- S.O.S. Emergência, (episodio Na Saúde e Na Doença) (2010)
- Cine Conhecimento (2011)
- Amor em Quatro Atos (2011)
- A vida da gente (2011)
- Lado a lado (2012)
- Império (2014)
- Eu que amo Tanto (2014)
- Ligações Perigosas (2016)
- Justiça (2016)
- Under Pressure - Pronto soccorso (2017-in corso)

## Teatro
- Clarice (1999)[9]
- Beijos, Escolhas e Bolhas de Sabão (2002)[10]
- Barbara não lhe Adora (2003)[11]
- Corte Seco (2009)[12]
- Inverno da Luz Vermelha (2011)[13]
- O Desaparecimento do Elefante (2012)[14]
- Fluxorama (2015)[15]

## Discografia
- 2005: Marjorie Estiano[16]
- 2007: Flores, Amores e Bla, blá, blá[17]

## Riconoscimenti
- Festival di Teatro Lala Schneider 
  - 1999 – Miglior attrice per Clarice[18][19]
- Premio Jovem Brasileiro IV 
  - 2005 – Miglior attrice per Malhação[20]
- Premio Arte Qualidade Brasil di Teatro 
  - 2011 – Miglior attrice per O Inverno da Luz Vermelha[21]
- Premio Quem 
  - 2011 – Miglior attrice per A Vida da Gente[22]
- Premio Caras
  - 2011 – Miglior attrice protagonista per A Vida da gente.[23]
- Premio Noveleiros 
  - 2012 – Miglior coppia romantica (con Thiago Fragoso) per Lado a Lado[24][25]
- Premio Aplauso Brasil di Teatro 
  - 2013 – Miglior attrice non protagonista per O Desaparecimento do Elefante[26]
- Festival de Cinema do Rio 
  - 2017 – Miglior attrice per As Boas Maneiras[27]